# شهرستان سامیت، یوتا
شهرستان سامیت، یوتا یکی از شهرستان‌های ایالت یوتا است گه جمعیتی حدوداً ۳۶.۳۲۴ نفری را در خود جای داده. مساحت این شهرستان ۴.۸۷۰ کیلومترمربع بوده و مرکزش شهر کولویل است.

## پیوند
- وب‌گاه رسمی